# Rychwałd (Czechy)
Rychwałd (cz. Rychvaldⓘ, niem. Reichwaldau) – miasto w Czechach, w kraju morawsko-śląskim, w powiecie Karwina, w zachodniej części Śląska Cieszyńskiego.

## Nazwa
Nazwa jest pochodzenia niemieckiego: Richen ≥ Rych, -wald (las). W miejscowej gwarze: rychfołt, rychfołda, rychfałcki. W języku niemieckim została ponownie zaadaptowana w postaci Reichwald (1679 Reichwaldt seu Rychwaldt),  później również Reichwaldau, przy czym końcówką -au w języku niemieckim zastępowano najczęściej nazewniczą formę dzierżawczą -ów.

## Geografia
Miejscowość znajduje się w Kotlinie Ostrawskiej, w Zagłębiu Ostrawsko-Karwińskim i ze wszystkich stron sąsiaduje z innymi miastami, na północy z Boguminem, na wschodzie z Orłową, na południu z Pietwałdem, na zachodzie z Ostrawą.
Na obszarze miasta znajduje się 30,8 ha rezerwat przyrody Skučák, objęty ochroną w 1969.

## Demografia
W 2001 roku największą narodową mniejszość stanowili Słowacy (3,6%), następnie Polacy (2,8%), Morawianie i Ślązacy (po 1%). Osoby wierzące stanowiły 34,5%, z czego katolicy 67,3%.
| Rok             | 1970 | 1980 | 1991 | 2001 | 2003 |
| --------------- | ---- | ---- | ---- | ---- | ---- |
| Liczba ludności | 7051 | 7149 | 6645 | 6769 | 6771 |

Źródło: Czeski Urząd Statystyczny

## Historia
Miejscowość po raz pierwszy wzmiankowana została w łacińskim dokumencie Liber fundationis episcopatus Vratislaviensis (pol. Księga uposażeń biskupstwa wrocławskiego), spisanej za czasów biskupa Henryka z Wierzbna ok. 1305 w szeregu wsi zobowiązanych do płacenia dziesięciny biskupstwu we Wrocławiu, w postaci item in Richinwalde XL) mansi. Zapis ten oznaczał, że wieś posiadała 40 łanów większych. Została założona prawdopodobnie przez osadników niemieckich, w akcji kolonizacyjnej przeprowadzonej przez powstały w 1268 klasztor Benedyktynów w Orłowej, a jej powstanie wiąże się również z przeprowadzaną pod koniec XIII wieku na terytorium późniejszego Górnego Śląska wielką akcją osadniczą (tzw. łanowo-czynszową). Wieś politycznie znajdowała się wówczas w granicach utworzonego w 1290 piastowskiego (polskiego) Księstwa Cieszyńskiego, będącego od 1327 lennem Królestwa Czech, a od 1526 roku w wyniku objęcia tronu czeskiego przez Habsburgów wraz z regionem aż do 1918 roku w monarchii Habsburgów (potocznie Austrii).
Miejscowa parafia katolicka powstała w XIV lub w pierwszej połowie XV wieku. Została wymieniona w spisie świętopietrza sporządzonym przez archidiakona opolskiego Mikołaja Wolffa w 1447 pośród innych parafii archiprezbiteratu (dekanatu) w Cieszynie pod nazwą Reychenwald.
Znacznie do ekonomicznego i demograficznego rozwoju Rychwałdu przyczyniło się odkrycie złóż węgla kamiennego w okolicy. W 1869 miejscowość liczyła 2277 mieszkańców, a liczba ta w następnych dekadach systematycznie rosła
Według austriackiego spisu ludności z 1910 roku Rychwałd miał 6163 mieszkańców, z czego 6070 było zameldowanych na stałe, 3001 (49,4%) było polsko-, 2907 (47,9%) czesko-, 158 (2,6%) niemieckojęzycznymi, a 4 osoby posługiwały się jeszcze innym językiem, 5899 (95,7%) było katolikami, 167 (2,7%) ewangelikami, 86 (1,4%) wyznawcami judaizmu a 11 innej religii lub wyznania.
Po podziale Śląska Cieszyńskiego miejscowość przypadła Czechosłowacji. W 1930 liczyła 7190 mieszkańców, w październiku 1938 została zaanektowana przez Polskę. Po odpływie ludności czeskiej miejscowy kościół husycki został przydzielony polskiemu kościołowi katolickiemu. Podczas II wojny światowej zaanektowany przez nazistowskie Niemcy. Po wojnie przywrócona Czechosłowacji. Prawa miejskie Rychwałd otrzymał w 1985 roku.

## Zabytki
- Dwór z 1577
- Katolicki kościół św. Anny z 1595
- Kościół husycki z 1925

## Sport
Swoją siedzibę miał tu klub piłkarski Tempo Rychwałd.